# Bischheim (Donnersberg)

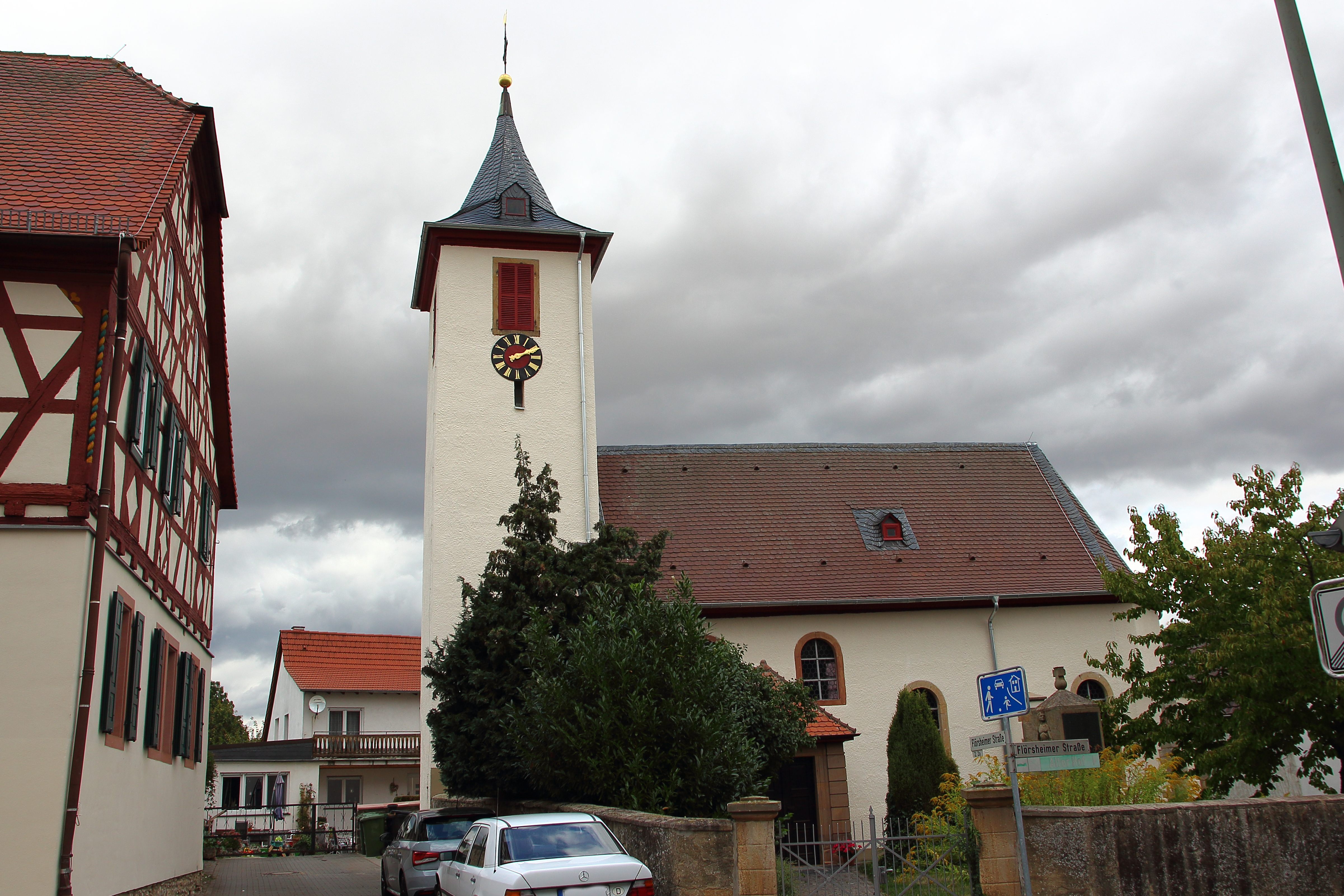
Ortsbild von Bischheim

Bischheim (pfälzisch: Bischem) ist eine Ortsgemeinde im Donnersbergkreis in Rheinland-Pfalz. Sie gehört der Verbandsgemeinde Kirchheimbolanden an.

## Geographie

### Lage
Die Gemeinde liegt in der Pfalz im Ilbesheimer Plateau innerhalb des sogenannten Alzeyer Hügellandes, das wiederum Bestandteil des Rheinhessischen Tafel- und Hügellands ist. Zu Bischheim gehören zusätzlich die Wohnplätze Am steinernen Berg, Heubergerhof, Heubergermühle, Jägerhaus, Kupfermühle und Pulvermühle. Nachbargemeinden sind – im Uhrzeigersinn – Morschheim, Ilbesheim, Rittersheim, Gauersheim und Kirchheimbolanden.

### Erhebungen und Gewässer
Im Süden des Gemeindegebiets erstreckt sich die bis zu 302 Meter hohe Hügelkette Hungerberg. Mitten durch Bischheim fließt der Leiselsbach, der am östlichen Siedlungsrand von rechts den Gutleutbach aufnimmt.

## Geschichte

### Vor- und Frühgeschichte
Auf dem Gemeindegebiet wurden jungsteinzeitliche Siedlungsreste entdeckt, die Namensgeber für die vorherrschende Bischheimer Kultur wurden.

### Mittelalter
Bischheim hieß früher Bischofsheim.
Der Ort hatte frühzeitig einer Ritterfamilie den Namen geliehen, aus der Stephan stammte, der vor 1181 sein Gut dem Kloster Rothenkirchen abtrat. 1226 bezeugte er mit Jakob von Bischheim eine Urkunde des Klosters Hane. Gerung von Bischheim hatte Güter in Marnheim vor dem Jahr 1202 ebenfalls diesem Kloster überlassen. König Friedrich II. schenkte 1214 unter anderen die zur Pfarrei Kirchheim gehörende Filialkirche Bischofsheim mit allen ihren Zugehörungen dem Kloster des heiligen Grabes in Speyer zur Seelenrettung. Für das Jahr 1442 ist eine Kapelle oder kleine Kirche mit wenigstens zwei Altären nachgewiesen. Die Kirche in Bischheim zählte noch im Jahr 1501 zur Pfarrei Kirchheim. Auch das Kloster Otterberg war im Ort begütert.

### Frühe Neuzeit
Die Kirchengemeinde von Bischheim wechselte im 16. Jahrhundert zum evangelischen Bekenntnis. Die Kirche wurde ab 1698 von römisch-katholischen und evangelischen Gläubigen gemeinsam, als Simultankirche, genutzt.
Im Dreißigjährigen Krieg wurde der Ort völlig verlassen, 1657 waren erst acht Häuser wieder bewohnt. Bis Ende des 18. Jahrhunderts gehörte der Ort zur Herrschaft Kirchheim, die im Besitz der Fürsten von Nassau-Weilburg war. 1802 lebten 359 Menschen in der Gemeinde: 12 Römisch-Katholische, 309 Lutheraner, 30 Reformierte und 8 Mennoniten.

### Neuzeit
Nach 1792 hatten französische Revolutionstruppen die Region besetzt und nach dem Frieden von Campo Formio (1797) annektiert. Von 1798 bis 1814 gehörte das Dorf zum französischen Departement Donnersberg und war dem Kanton Kirchheim zugeordnet, wo es der Mairie Kirchheimboland unterstand. Aufgrund der auf dem Wiener Kongress (1815) getroffenen Vereinbarungen und einem Tauschvertrag mit Österreich kam die Region 1816 zum Königreich Bayern. Ab 1818 war die Gemeinde Bischheim dem Landkommissariat Kirchheim im bayerischen Rheinkreis, später dem Bezirksamt Kirchheimbolanden zugeordnet, aus dem 1939 der Landkreis Kirchheimbolanden hervorging. Nach dem Zweiten Weltkrieg war Bischheim bis 1949 beziehungsweise  1955 Teil der französischen Besatzungszone und wurde in das 1946 neu gebildete Land Rheinland-Pfalz eingegliedert. Im Zuge der ersten rheinland-pfälzischen Verwaltungsreform wechselte Bischheim 1969 in den neu gebildeten Donnersbergkreis; drei Jahre später wurde die Gemeinde in die ebenfalls neu entstandene Verbandsgemeinde Kirchheimbolanden eingegliedert.

## Bevölkerung

### Einwohnerentwicklung
Die Entwicklung der Einwohnerzahl von Bischheim; die Werte von 1871 bis 1987 beruhen auf Volkszählungen:
| Jahr | Einwohner |
| ---- | --------- |
| 1815 | 406       |
| 1835 | 518       |
| 1871 | 625       |
| 1905 | 532       |
| 1939 | 588       |
| 1950 | 765       |
| 1961 | 634       |

| Jahr | Einwohner |
| ---- | --------- |
| 1970 | 629       |
| 1987 | 552       |
| 1997 | 730       |
| 2005 | 722       |
| 2011 | 719       |
| 2017 | 800       |
| 2023 | 787       |

### Religion
Die Katholiken gehören zum Bistum Speyer und unterstehen dort dem Dekanat Donnersberg, die Protestanten zur Protestantischen Landeskirche der Pfalz.

## Politik

### Gemeinderat
Der Gemeinderat in Bischheim besteht aus zwölf Ratsmitgliedern, die bei der Kommunalwahl am 9. Juni 2024 in einer Mehrheitswahl gewählt wurden, und dem ehrenamtlichen Ortsbürgermeister als Vorsitzendem.

### Bürgermeister
Ortsbürgermeister ist Michael Brack. Er wurde vom Gemeinderat in seiner konstituierenden Sitzung im September 2019 ohne Gegenstimme gewählt. Er ist damit Nachfolger von Rüdiger Menges, der nicht mehr kandidiert hatte. Bei der Direktwahl am 9. Juni 2024 wurde er mit einem Stimmenanteil von 87,1 % ohne Gegenkandidaten in seinem Amt bestätigt.

### Wappen
| Wappen von Bischheim | Blasonierung: „Im mit goldenen Schindeln bestreuten blauen Feld ein rotbewehrter und bezungter goldener Löwe, ein achtspeichiges rotes Rad haltend.“ |
| Wappen von Bischheim | Wappenbegründung: Der Löwe ist übernommen aus dem Wappen von den Fürsten von Nassau-Weilburg, zu dessen Territorium der Ort bis Ende des 18. Jahrhunderts gehörte, das Rad erinnert an die Herren von Bolanden, die im Mittelalter auch in Bischheim Besitz hatten. Es wurde am 13. März 1931 durch das bayerische Innenministerium verliehen. |

## Kultur und Sehenswürdigkeiten

### Kulturdenkmäler
Vor Ort befinden sich insgesamt sechs Objekte, die unter Denkmalschutz stehen.

### Natur
Im Gemeindegebiet befinden sich zwei Naturdenkmale.

## Wirtschaft und Infrastruktur

### Wirtschaft
Der größte Arbeitgeber im Ort ist die 1871 gegründete Getreidemühle Bindewald in der Ortslage Kupfermühle, die die landwirtschaftlichen Erzeugnisse der Region verarbeitet. Die Betreiberfamilie Bindewald ist zudem am in Sachsen-Anhalt ansässigen Unternehmen Bindewald und Gutting beteiligt. Zudem wird in Bischheim Weinanbau betrieben; die Gemeinde selbst zum Weinanbaugebiet Pfalz; die Großlage Schnepfenflug vom Zellertal erstreckt sich teilweise über die Gemeindegemarkung.

### Verkehr
Die Landesstraße 386 verläuft als Umgehungsstraße um den Ort. Die Kreisstraße 60 verbindet den Heubergerhof mit der Kerngemeinde. In kurzer Entfernung befindet sich westlich ein direkter Anschluss an die von Kaiserslautern nach Mainz verlaufende A 63.
Der Nahverkehr war ab 2000 im Westpfalz-Verkehrsverbund (WVV) organisiert, der seit Sommer 2006 vollständig in den Verkehrsverbund Rhein-Neckar (VRN) integriert ist. Durch die Gemeinde führt die von Behles Bus betriebene Buslinie 904, die von Göllheim bis nach Kirchheimbolanden verläuft. Des Weiteren wird Bischheim durch die Buslinien 907 und 928 (Residenz Renner) bedient, die den Ort ebenfalls an die Kreisstadt anbinden. In Kirchheimbolanden befindet sich ein Haltepunkt der Donnersbergbahn, die im Norden ein Stück durch das Gemeindegebiet verläuft; dort befindet sich außerdem die Awanst Basalt AG.

### Tourismus
Durch das Gemeindegebiet verläuft außerdem der mit einem gelben Balken markierte Fernwanderweg Saar-Rhein-Main.

## Persönlichkeiten
- Heinrich Seibert (1910–1951), SS-Hauptsturmführer und Leiter des Referates III C 2 (Erziehung und religiöses Leben) im Reichssicherheitshauptamt, starb vor Ort
- Ramon Chormann (* 1972), Kabarettist und Musiker, stammt aus dem Ort
- Sascha Kotysch (* 1988), Fußballspieler, wuchs in Bischheim auf
- Nicklas Shipnoski (* 1998), Fußballspieler, wuchs in Bischheim auf